# Message-ID
Message-ID – niepowtarzalny identyfikator wiadomości poczty elektronicznej lub postu na grupie dyskusyjnej. Umożliwia on szybkie przekazywanie adresów np. ciekawych wiadomości dostępnych w Usenecie, jest również wykorzystywany do grupowania wiadomości w wątki. Message-ID danej wiadomości możemy poznać, analizując jej nagłówek. Przykładowe pole nagłówka wygląda tak:
```
Message-ID: <b435454@wikipedia.org>
```

Składnia Message-ID opisana w RFC 2822 ↓ jest podobna do składni adresu poczty elektronicznej, co skutkuje niemożliwością automatycznego rozpoznawania, czym jest podany w tekście ciąg postaci <a@b>. Aby uniknąć niejednoznaczności, zaleca się używać ciągu <a@b> wyłącznie jako zwyczajowego skrótu pełnego URI mailto:a@b, zaś dla identyfikatora wiadomości z grup dyskusyjnych zawsze stosować schemat news:a@b